# 土卫十一

土卫十一軌道動畫 - 旋轉參考系統
土星·
土卫十·
土卫十一

土衛十一又稱為「艾比米修斯」（Epimetheus），是土星的一顆內側衛星，它的專屬名稱艾比米修斯源自神話，是普羅米修斯的兄弟。

## 發現

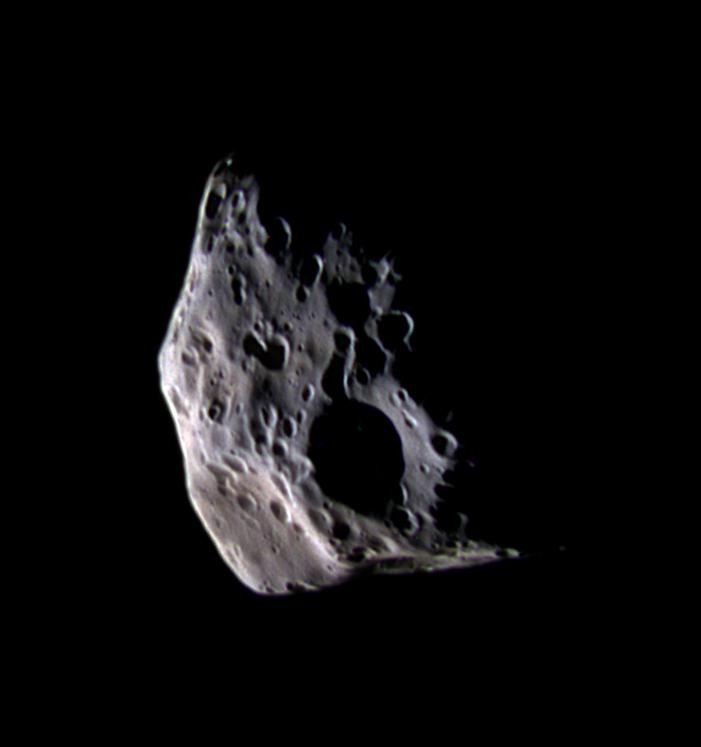
土衛十一（Epimetheus）

本質上，土衛十一和土衛十（Janus）佔有相同的軌道，但是天文學家認為只有一個天體在這個軌道，相對應的是難以確定這個軌道的特性。每次的攝影觀測都間隔了很長的時間，但是因為有兩個天體並存，因此很難整理與調和出合理的軌道。
Audouin Dollfus在1966年12月15日觀察到一顆衛星，他建議命名為Janus。在12月18日，理查·沃克也做了相似的觀測，現在知道他發現了土衛十一。 然而，在當時，它被認為應該只有一顆衛星，非正式的認為只有土衛十在給定的軌道上。
12年後，在1978年10月，Stephen M. Larson和John W. Fountain意識到有兩個不同的天體（土衛十和土衛十一）共用了非常相似的軌道，為1966年的觀測做了最好的解釋。在1980年，航海家1號證實了這一點，所以拉爾森（Larson）和方騰（Fountain）與沃克分享了土衛十一的發現。
土衛十一在1983年正式命名為厄庇墨透斯（Epimetheus）， 這個名字與土衛十同時由國際天文學聯合會批准，雖然Dollfusy在1966年發現土衛十之後不久就已經提出，並且非正式的使用。

## 外部連結
维基共享资源上的相關多媒體資源：土卫十一
- Epimetheus Profileby NASA's Solar System Exploration（页面存档备份，存于）
- The Planetary Society: Epimetheus
- Cassini Images of Epimetheus （页面存档备份，存于）
- 'Solar System Dynamics' by Murray and Dermott（页面存档备份，存于） The standard text on the subject, describes the orbits in detail.
- QuickTime animation of co-orbital motion（页面存档备份，存于） from Murray and Dermott
- Cassini image of Janus and Epimetheus near the time of their orbital swap.
- Epimetheus nomenclature （页面存档备份，存于） from the USGS planetary nomenclature page（页面存档备份，存于）